# 則岡氏
則岡氏（のりおかし）は紀伊国在田郡宮原荘の豪族で、橘姓正儀流楠木支族と伝わる。戦国時代は管領畠山家に仕え、江戸時代以降は代々宮原地域の六十人者地士を勤めた。

## 始祖
楠木正儀の男子楠木正則（幼名河内三郎）。南北朝統一後、将軍足利義満の命により畠山基国の家で養育され、成長後家名を則岡氏と号したと伝えられている。

## 戦国時代
畠山基国が紀伊国守護となり有田郡宮原荘の岩室城に入城するにあたり、正則もこれに従い城中の政務を行ったとされ、以後その子孫は、畠山貞政が豊臣氏に敗れるまで7代にわたり畠山氏に仕えた。

## 江戸時代
徳川氏が政権を握り豊臣氏が滅びると、御三家の一つ紀州藩初代藩主徳川頼宣は、則岡氏の筋目の良さや、それを裏付ける歴代の畠山家当主等の書状により、宮原地域の六十人者地士に任じた。六十人者地士は、紀州藩士として有事の軍役に加え、警察機能を持って村々を統治すると共に、訴状を取り扱うなど各村の奉行代官的な役割を果たすために広範な権限を与えられた役職だった。
2代藩主徳川光貞の時代に、8代目当主信榮の長男忠重と次男久盛が同藩の直参となって分家し、新たに家を興した。本家の家督は信榮の弟である信忠が相続した。同家はその後も血筋を繋げ、明治時代に有田から和歌山に転居した。

## 歴代当主
- 則岡則綱 - 始祖楠木正則の男子、畠山持国に仕える。父正則と南紀に赴任し、宮原の庄司となる。文安2年（1445年）畠山持国は岩室城を築城し、則綱は城中の政務を行った。

- 則岡久明 - 畠山政長に仕える。妻は畠山持国の娘。宮原荘に田畑を開墾したり数軒の家を建て宮原庄南村を開基した。当初この土地は宮原荘楠村と呼ばれていたが、いつのまにか宮原荘南村と呼ばれる様になった。文明1年（1470年）4月21日生67歳で卒。

- 則岡長久 - 畠山政尚、畠山高政に仕える。永正5年（1508年）に大内義興が先の将軍足利義尹を擁立し上洛、義尹を将軍の座に戻し自らも管領代として幕政を執行する立場になった。しかし義興は不安定な領国情勢を危惧して、泉州堺で帰国の途に着く準備をしていた。その時則岡長久は、畠山勢の先陣として陣中に切り入り、大内勢を撹乱し同氏の系図を奪った。

- 則岡久榮 - 畠山政国、畠山高政に仕える。妹は豊臣秀吉の右筆木下吉隆の妻。摂津国芥川山城並びに舎利寺の戦いでは、800余騎を率いて淀川を臨む河内佐田天神に陣を構え戦った。永正15年（1518年）2月15日卒。

- 則岡貞久 - 畠山高政、畠山政尚、畠山秋高、畠山貞政に仕える。生年34歳で剃髪し、浄教入道と名を改む。則岡氏は則綱の代より宮原荘を領有していたが、貞久の代に至り河内八尾久宝寺村と替地の沙汰を下される。宮原荘内に於いては、8町3反の屋敷地及び道村と西村領を賜った。これにより則岡氏は名実共に畠山家重臣の首頭となった。文禄1年（1593年）7月9日91歳で卒。

- 則岡久宗 - 畠山政尚、畠山貞政に仕えるが、豊臣氏により岩室城は落城。その後大和大納言豊臣秀長に仕えるが、秀長が程なく死亡したので故郷の宮原荘に戻り浪人生活を過ごす。大坂の陣では、豊臣方の重臣片桐且元より参陣を要請されるが辞退した。その後豊臣氏が滅び、久宗は徳川御三家初代紀州藩主徳川頼宣より六十人者地士に任じられるが、病により勤めを辞退する。代わりに分家していた弟の則岡信久がそれを引き受け、以後六十人者地士は信久家の筋が勤める事となる。正保3年（1647年）7月6日96歳で卒。[2]